# Ілюзія інтроспективи

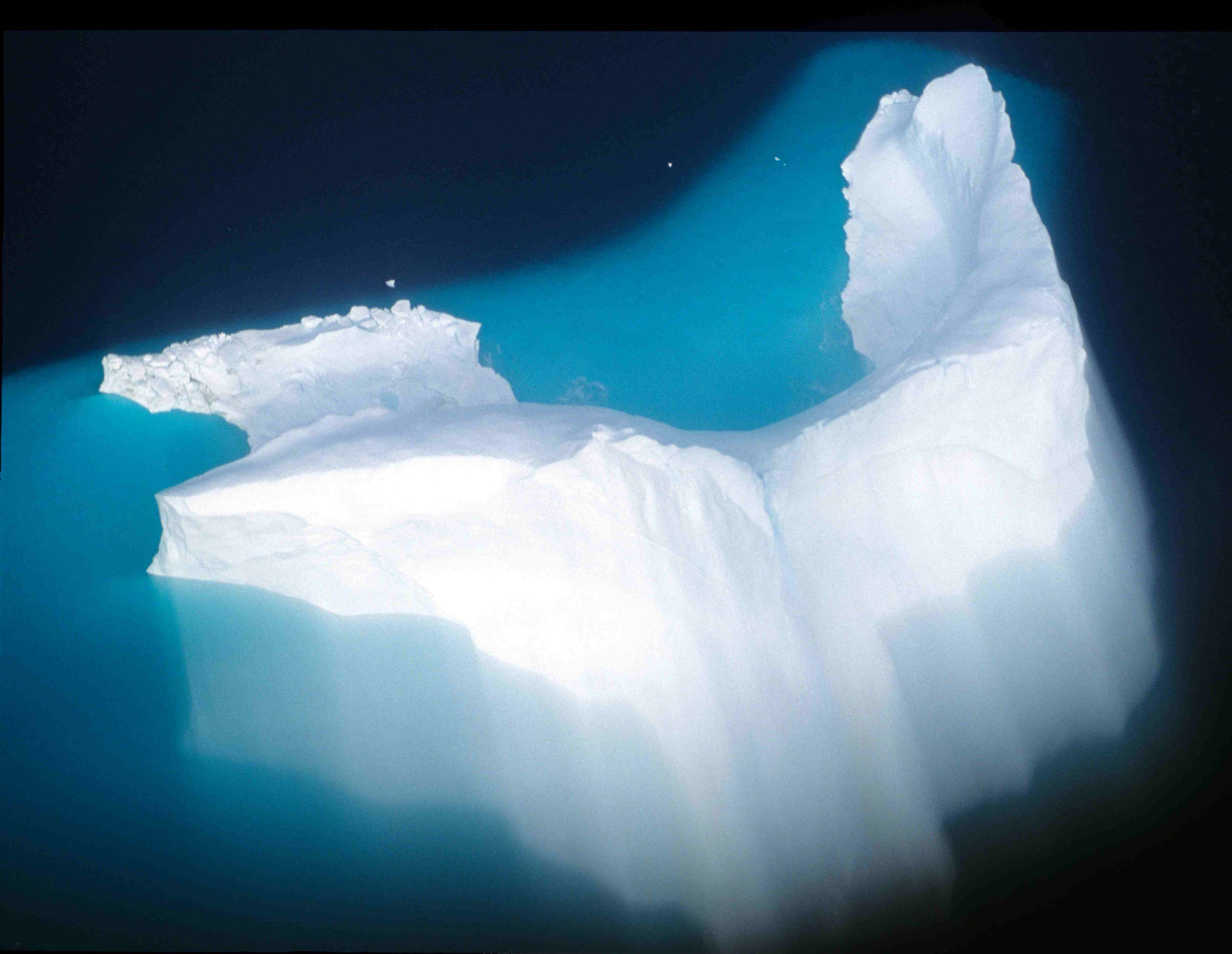
Вигляд айсберга на поверхні часто використовується для ілюстрації людського свідомого та несвідомого розуму; видимі частини легко побачити, але їх форма залежить від ще більших частин, невидимих під водою.

Ілюзія інтроспективи (англ. introspection illusion) — це когнітивне упередження, при якому люди неправильно думають, що мають пряме розуміння витоків власних ментальних станів, а інтроспекції інших вважають ненадійними. У певних ситуаціях ця ілюзія спричиняє надання людиною впевнених, але хибних, пояснень власної поведінки (має назву «причинні теорії») або неправильних прогнозів своїх майбутніх ментальних станів.
Ілюзію досліджували у психологічних експериментах, і вона вважається підґрунтям упереджень, пов'язаних з порівнянням себе з іншими. За результатами експериментів були висловлені припущення, що замість надання прямого доступу до процесів, які лежать в основі ментальних станів, інтроспекція є процесом побудови та висновків, схожим на те, як люди роблять висновки про ментальні стани інших з їх поведінки.
Коли людина помилково вважає ненадійну інтроспекцію справжнім знанням себе, вона може впасти в ілюзію зверхності над іншими людьми, наприклад, коли кожна людина в групі вважає себе менш упередженою і менш конформістською, ніж інші члени групи. Навіть коли учасникам експерименту надавали дуже детальні звіти про інтроспекції інших, вони все одно вважали такі інтроспекції ненадійними, а власні — надійними. Хоча ілюзія інтроспекції підтверджена психологічними дослідженнями, наявні свідчення не достатні для визначення, наскільки інстроспекція надійна у повсякденному житті. 
Коригування цього упередження ймовірно можливо через надання інформації про нього та його підсвідому природу.

## Компоненти
Фразу «ілюзія інстроспекції» вперше використала Емілі Пронін. Вона ж зазначила, що ілюзія має чотири компоненти:
1. Люди надають сильну вагу інстроспективним свідченням при оцінці себе.
2. При оцінці інших, вони такої ваги не надають.
3. Люди відкидають власну поведінку при оцінці себе (але не інших).
4. Власні інстроспекції мають більшу вагу, ніж інстроспекції інших. Не лише тому, що в них не має доступу до інтроспекцій інших; люди вважають надійними лише власні інтроспекції.[6]

## Ненадійність інтроспекції
Праця 1977 року психологів Річарда Нісбета та Тімоті Вілсона оскаржила прямоту та надійність інтроспекції та стала одною з найбільш цитованих у науці свідомості. Вони повідомили про експерименти, в яких учасники усно розповідали, чому вони надають чомусь перевагу або як вони дійшли певної думки. На основі цих експериментів та наявних досліджень атрибуції, психологи дійшли висновку, що звіти про ментальні процеси є хибними, і написали, що учасники «не мали або мали дуже мало інтроспективного доступу до когнітивних процесів вищого порядку». Вони розрізнили ментальні змісти (напр. відчуття) та ментальні процеси, та доводили, що інтроспекція надає доступ до змістів, але процеси лишаються прихованими.

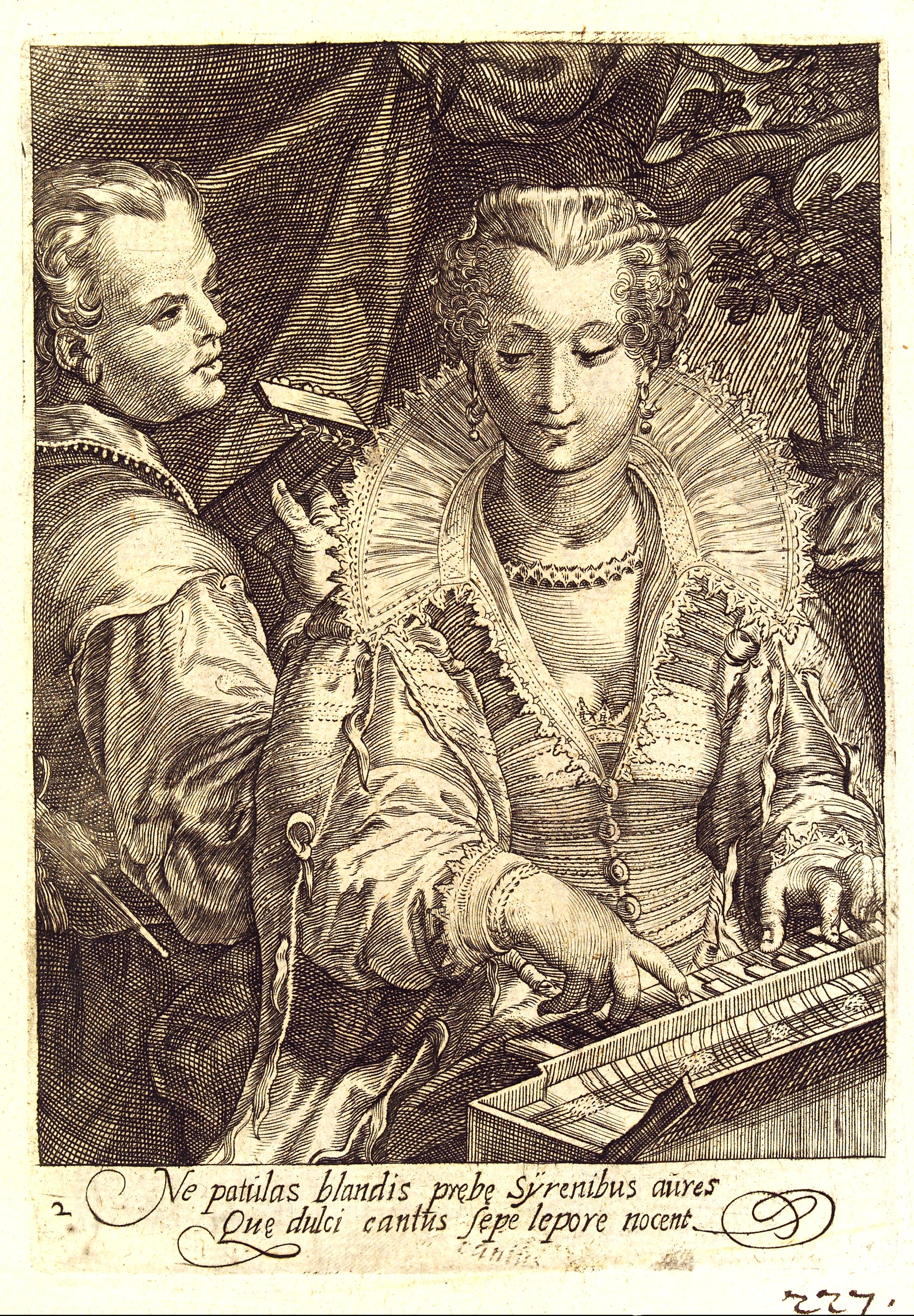
Дослідження виявили, що у людини розвинулись лише обмежені здатності до інтроспекції

Хоча після публікації Нісбета та Вілсона, відбувались інші експерименти, складнощі у тестуванні гіпотези інтроспективного доступу означали, що дослідження питання перебувало у стані стагнації. Огляд публікації до десятої річниці її друку викликав декілька заперечень, які ставили під сумнів використану авторами ідею «процесу» та доводили, що важко виконати недвозначне тестування інтроспективного доступу.
При модифікації теорії 2002 року, Вільсон визнав, що його висновки 1977 року були занадто різкими, і натомість використав теорію, що адаптивне підсвідоме виконує значну частину повсякденних завдань зі сприйняття та поведінки. Коли людей просять звітувати про їх ментальні процеси, то вони не мають доступу до цієї підсвідомої діяльності, але замість того, щоб визнати свою нестачу інформації, вони створюють конфабуляції у вигляді схожих на правду пояснень і «здаються несвідомими своєї несвідомості».
Ідея, що люди можуть помилятись щодо свого внутрішнього функціонування, застосовується елімінативними матеріалістами. Ці філософи припускають, що деякі поняття, включаючи такі як «переконання» чи «біль», по мірі розвитку науки виявляться чимсь зовсім іншим, ніж пересічно очікується.
Хибні здогадки, які люди отримують при намаганні пояснити їх процес розмірковування, отримали назву «причинні теорії». Причинні теорії, які надаються після певної дії, часто слугують виключно виправданню поведінки цієї людини з метою зменшення когнітивного дисонансу. Тобто людина може, навіть при намаганні надати пояснення, не помітити справжні причини її поведінки. У результаті отримується пояснення, переважно призначення для покращення почуттів цієї людини. Прикладом може бути чоловік-гомофоб, який нападає на геїв через те, що його самого приваблюють чоловіки, але він не зізнається в цьому собі самому, стверджуючи натомість, що його упередження походить з того, що гомосексуальність є неприродною.
Дослідження, проведене філософом Еріком Швітцгебелем та психологом Расселом Т.Хертбертом, мало на меті виміряти рівень інтроспективної точності шляхом отримання звітів про інтроспекції однієї і тієї ж людини під псевдонімом «Мелані». Мелані видали прилад, який міг подати сигнал у будь-який момент, а коли сигнал прозвучав, вона мала занотувати, що вона в той момент відчувала та думала. Після аналізу звітів у авторів була змішана думка щодо їх результату, правильної інтерпретації тверджень Мелані та її інтроспективної точності. Навіть після довгої дискусії автори дотримувались різної думки в післямові книги — Швітцгебель був песимістичниа, а Хертберт — оптимістичний щодо надійності інтроспекції.

### Фактори точності
Нісбет та Вілсон висловили припущення для декілька факторів, які на їх думку роблять вклад у точність інтроспективних само-звітів про когнітивні процеси:
- Доступність: стимули, які є дуже помітними (або через нещодавність або через високу значимість) з більшою ймовірністю будуть пригадані та розглянуті як причина реакції.
- Достовірність: те, чи вважає людина стимул достатньо ймовірною причиною, визначає його вплив на її звіт про стимул.
- Віддаленість у часі: чим більша віддаленість події у часі, тим менш доступна інформація і важче її правильно пригадати.
- Механіка суджень: люди не бачать впливу на них факторів суджень (напр., ефекту позиції), що веде до неточності у самозвітуванні.
- Контекст: фокус на контексті об'єкта відволікає від оцінки такого об'єкта та може привести людину до хибного переконання, що їх думки про об'єкт представлені контекстом.
- Відсутність події: Відсутність події за природою менш помітна та менш доступна, чим подія, тому відсутність подій має малий вплив на звітування.
- Невербальна поведінка: хоча люди отримують значну кількість інформації про інших з невербальних підказок, вербальна природа передачі інформації та складність переведення невербальної поведінки у вербальну форму веде до нижчої частоти звітування про таку поведінку.
- Невідповідність між величинами причини та наслідку: Оскільки природним є припустити, що причина певного розміру веде до наслідку схожого розміру, рідко встановлюються зв'язки між причинами та наслідками різних величин.

### Несвідомість помилки
Нісбет та Вілсон запропонували декілька гіпотез на пояснення несвідомості людей їх неточності в інтроспекції:
- плутанина між змістом та процесом: люди як правило не мають доступу до точного процесу, яким вони дійшли результату, але можуть пригадати крок безпосередньо перед результатом. Однак за природою цей крок все одно зміст, а не процес. Плутанина між цими дискретними формами змушує людей вірити, що вони розуміють свої процеси суджень. (Нісбет та Вілсон були піддані критиці через те, що не дали чітких визначень відмінностей між ментальним змістом та ментальними процесами.)
- Знання про попередні ідіосинкразійні реакції на стимули: Переконання людини, що вона ненормально реагує на стимули, що є непередбачуваним з точки зору зовнішнього спостерігача, начебто підтримує справжню інтроспективну здатність. Однак ці спостережувані коваріації насправді можуть бути хибними, а дійсно ненормальні коваріації є рідкісними.
- Відмінності у причинних теоріях між субкультурами: Притаманні відмінності між субкультурами можуть вести до різних причинних теорій для будь-якого стимулу. Тому зовнішній спостерігач не матиме такої здатності побачити справжню причину, як носій субкультури, і останньому буде здаватися, що він краще розуміє процес суджень, ніж інший.
- Знання уваги та наміру: Людина може свідомо знати, що вона не звертала уваги на певний стимул або не мала певного наміру. Знов, як внутрішнє знання, якого не матиме зовнішній спостерігач, це здається індикатором справжньої здатності до інтроспективи. Однак автори зазначали, що таке знання може навести людину на хибну думку, якщо його вплив не був настільки великий, які вони вважають.
- Недостатній фідбек: За своєю природою, інтроспекцію важко спростувати у повсякденному житті, в якому не існує для неї тестів, а люди переважно не ставлять під сумнів інтроспекції іншої людини. Більш того, коли причинна теорія якоїсь людини здається спростованою, вона легко надає альтернативні обґрунтування, чому їх докази «насправді» зовсім не є спростованими.
- Мотиваційні причини: Прирівнювання здатності людини до розуміння її власних розмірковувань еквівалентом здатності зовнішнього спостерігача до того ж (аналог: «він бачить мене наскрізь») лякає і є загрозою до власного его та відчуття контролю. Тому людям не подобається думати в такому напрямку, натомість вони дотримуються переконання, що мають здатність до інтроспекції.

## Сліпота вибору
Натхненні працею Нісбета та Вілсона, Петер Йохансон з колегами досліджували за допомогою нової техніки розуміння учасників їх власних схильностей. Учасникам показували дві фотографії людей та питали, яка людина здається їм більш привабливою. Їм дозволяли уважніше роздивитися «обрану» фотографію та просили усно пояснити їх вибір. Однак, у деяких випадках експериментатор непомінтно підміняв обрану фотографію іншого за допомогою трюка. Більшість учасників не помітила підміни, тобто того, що фото, яке вони уважно роздивляються, не є тим, яке вони обрали лише декілька секунд тому. Багато учасників вигадували пояснення своєї схильності. Наприклад, чоловік міг сказати «мені сподобалась ця, оскільки я надаю перевагу блондинкам», хоча до підміни він вказав на темноволосу жінку. Це є конфабуляціями (вигадками), оскільки вони пояснювали вибір, який не робили. Значна частина учасників, які не помітили підміну, контрастує з 84 % учасників, які у інтерв'ю після теста сказали, що вони б помітили підміну прямо під їх носом, якщо така б гіпотетично була.
Дослідники для такої нездатності помітити невідповідності між зробленим вибором та тим, що описувалось, запропонували термін «сліпота вибору».
Експеримент у розвиток цієї теми включав покупців у супермаркеті, яким пропонували спробувати два види джему, а потім усно описати їх вибір, продовжуючи куштувати з «обраного» горщика. Горщики були обладнані таким чином, що при поясненні вибору людина куштувала той джем, який вона відкинула. Схожий експеримент також проводився з чаєм. А у ще одному варіанті учасники обирали між двома об'єктами на слайдах PowerPoint, а потім пояснювали свій вибір в той час як зображення обраного об'єкту було змінено.
Дослідження Пола Іствіка та Елі Фінкель з Північно-Західного університету, США, також не підтвердило ідею, що учасники мають пряме інтроспективне усвідомлення того, що їх приваблює в інших людях. Вони досліджували звіти учасників — чоловіків та жінок — про те, що їм здається привабливим. Чоловіки типово писали, що критичною є фізична привабливість, а для жінок найбільш важливим був високий потенціал до заробітку. Але ці суб'єктивні звіти не передбачили їх фактичний вибір у сеансі speed dating або їх поведінку на побаченнях при перевірці протягом наступного місяця.
Узгоджуючись зі сліпотою вибору, Хенкель та Мазер також виявили, що людей легко переконати хибними нагадуваннями, що вони обрали у минулому інший варіант, ніж той, який вони обрали насправді, і що люди демонструють більше упередження підтримки здійсненого вибору у пам'яті для будь-якого варіанту, який вони вірять, що обрали.

### Критика
Не ясно, в якій мірі ці результати досліджень можна застосувати до реального досвіду, коли в людини є більше часу на розмірковування або при використанні реальних облич (а не чорно-білих фото). Професор Кажняк зазначає: «хоча причинні теорії є важливим компонентом причинних пояснень, які надають люди, вони не є єдиним впливом (як у початковій гіпотезі Нісбета та Вілсона). Людина має привілейований доступ до інформації про себе, що включає певний інтроспективний доступ до відповідних причинних стимулів та процесу мисленні, а також кращий доступ (ніж спостерігачі) до даних коваріації стимул-реакція щодо їх власної поведінки».

## Зміна ставлення
У дослідженнях, де учасників просять порозмірковувати інтроспективно про їх причини (того, що їм щось подобається, вони щось обирають або у щось вірять), спостерігається наступне зниження зв'язку між ставленням та поведінкою учасників. Наприклад, у дослідженні Вілсона з колегами учасники оцінювали (ранжували) свій інтерес до головоломок, які їм надали. Перед оцінкою, одну групу проінструктували порозмірковувати та записати причини, чому їх подобаються чи не подобаються головоломки, а контрольна група такого завдання не отримала. Потім був зафіксований час, який учасники витратили на гру з кожною головоломкою. Кореляція між рейтингом пазлу та кількістю часу, проведеного з ним, була значно меншою у групі інстроспекції, ніж у контрольній групі.
Для демонстрації загальності цих результатів у більш «реалістичних» умовах було проведене наступне дослідження. Для цього дослідження були відібрані учасники, що перебували у сталих романтичних відносинах. Всіх їх попросили оцінити, наскільки міцні та хороші їх відносини. Одну групу учасників попросили навести перелік всіх причин, на яких ґрунтуються їх почуття до партнера, а контрольна група цього не робила. Через шість місяців експериментатори зв'язалися з учасниками і запитали, чи вони все ще перебувають у тих самих відносинах. Учасники, яких просили провести інтроспекцію почуттів, продемонстрували значно меншу послідовність у ставленні-поведінці, засновану на кореляціях між оцінкою відносин та тим, чи вони все ще перебували у відносинах з тим самим партнером. Це показало, що інтроспекція не має здатності до передбачення, але також, можливо, що інтроспекція змінила перебіг відносин. Автори висунули теорію, що ці ефекти були наслідком зміни учасниками свого ставлення, коли в інтроспекції вони зіткнулись з потребою в обґрунтуванні, без зміни відповідної поведінки. Вони також висунули гіпотезу, що ця зміна ставлення є результатом комбінації декількох речей: бажання уникнути почуватися дурнем просто тому, що не знаєш, чому в тебе такі почуття; тенденції створювати обґрунтування на основі когнітивних причин незважаючи на великий вплив емоції; несвідомість ментальних упереджень (напр., ефектів гало); та самопереконання, що причини, які людина навела, повинні бути репрезентативними щодо її ставлення. Тобто, для пояснення своїх міркувань людина намагається надати «добру історію», що часто веде до переконання себе, що вона насправді має іншу думку.
У дослідженнях, де учасники обирали собі у власність предмет, у їх наступних звітах їх задоволення цим предметом знижувалось, що може свідчити, що їх зміна ставлення була тимчасовою, повертаючись до початкової з плином часу.

### Інтроспекція шляхом фокусування на почуттях
На відміну від інтроспекції шляхом фокусування на розмірковуваннях, інтроспекція шляхом фокусування на почуттях дійсно продемонструвала зростання кореляції між ставленням та поведінкою. Цей результат дозволяє припустити, що не є недостатньо адаптивним процесом.

## Апріорні причинні теорії
У своїй класичній прації Нісбет та Вілсон висунули припущення, що інтроспективні конфабуляції є результатом апріорних теорій, для яких вони запропонували чотири можливі окремі походження:
- чіткі культурні правила (напр., зупинка на червоне світло);
- неявні культурні теорії, з певною схематикою ймовірних зв'язків між стимулом і реакцією (напр., спортсмен рекомендує певний бренд лише тому, що йому за це заплатили)
- індивідуальні спостережні досвіди, які спричинили формування у людини теорії коваріації;
- подібність між стимулом і реакцією.

Автори зазначали, що використання цих теорій не обов'язково веде до неправильних припущень, але неправильні припущення часто трапляються, бо теорії застосовуються неналежним чином.

## Пояснення упереджень
Пронін стверджувала, що надмірне спирання на наміри є фактором у декількох упередженнях. Наприклад, фокусуючись на поточних добрих намірах, люди можуть переоцінювати свою ймовірність поводитись шляхетно.

### У сприйнятті упереджень
Сліпа пляма упереджень — це відомий феномен, коли людина оцінює себе менш здатною піддаватись упередженням, ніж інші люди з її групи належності. Емілі Пронін та Метью Куглер доводили, що цей феномен є наслідком ілюзії інтроспективи. У їх експериментах учасники повинні були робити судження про самих себе та про інших учасників. Вони продемонстрували стандартні упередження, наприклад оцінюючи себе вище за інших у питанні про бажані якості (демонструючи ілюзорну зверхність). Експериментатори пояснили учасникам про когнітивне упередження та спитали, як воно могло вплинути на їх судження. Учасники оцінили себе як таких, які менш піддалися упередженню у порівнянні з іншими учасниками експерименті (підтвердивши сліпу пляму упереджень), а коли їх попросили пояснити такі їх судження, вони використовували різні стратегії для оцінки своїх упереджень та упереджень інших.
Пронін та Куглер інтерпретували це таким чином: коли людина оцінює, чи упереджені інші, вона використовує їх зовнішню поведінку, а коли оцінює власну упередженість, то дивиться всередину себе, вивчаючи власні думки та почуття для упереджених мотивів. Оскільки упередження діють підсвідомо, такі інтроспекції не інформативні, але люди помилково поводяться з ними, які надійними індикаторами, що вони, ні відміну від інших, мають імунітет від упередження.
Пронін та Куглер намагалися надати учасникам їх експериментів доступ до інтроспекцій інших учасників. Для цього вони записували аудіо учасників, яких просили вголос розмірковувати при вирішенні, чи їх відповідь на попереднє питання була під впливом упередження. Хоча учасники переконували себе, що вони малоймовірно були під впливом упередження, їх інтроспективні звіти не мали впливу на оцінку спостерігачів.
Коли учасників питали, що означає бути упередженим, учасники з більшою ймовірністю описували упередження у термінах інтроспективних думок та мотивів, коли це стосувалось їх, та у термінах зовнішньої поведінки, коли це стосувалось інших людей. Коли учасникам прямо заборонили покладатись на інтроспекцію, їх оцінки власної упередженості стали більш реалістичними.
Крім того, Нісбет та Вілсон виявили, що відповіді учасників на питання, чи мали упередження вплив на їх рішення, були негативними, але це суперечило даним експерименту.

### У сприйнятті конформізму
Інша серія досліджень Пронін та її колег вивчала сприйняття конформізму. Учасники повідомляли, що вони більш стійкі до соціального конформізму ніж інші члени їх соціальної групи, тобто фактично вони бачили себе «одинаками в отарі овець». На цей результат мала вплив ілюзія інтроспективи: коли учасники вирішували, чи інші реагують на соціальний вплив, вони переважно дивилися на їх поведінку, напр. пояснюючи політичні погляди іншого студента бажанням слідувати групі, а при оцінці власного конформізму, учасники оцінювали власні інтроспекції як надійні — не знайшовши у власному розумі мотиву до конформізму, вони вирішували, що не перебували під впливом групи.

### У сприйнятті контролю та свободи волі
Психолог Деніел Вегнер доводив, що ілюзія інтроспективи впливає на вірування у паранормальні явища, такі як телекінез. Він зазначав, що у повсякденному житті за наміром (наприклад бажанням вимкнути світло) звичайно йде дія (напр., тиснення на вимикач), але процеси, які їх поєднують, не є свідомо доступними. Тому, хоча люди і можуть відчувати, що вони здатні на пряму інтроспекцію їх власної свободи волі, досвід контролю насправді лише виводиться зі зв'язків між думкою та дією. Ця теорія, яка отримала назву «видимий ментальний причинно-наслідковий зв'язок» (англ. apparent mental causation), визнає вплив погляду на розум Девіда Юма. Цей процес визначення, коли людина відповідальна за дію, не повністю надійний, і коли він помиляється, може виникати ілюзія контролю. Наприклад, таке може статися, коли відбувається зовнішня подія, узгоджена з думкою людини, але за відсутності фактичного причинно-наслідкового зв'язку між ними.
Як докази, Вегнер цитував серію експериментів щодо магічного мислення, в яких учасників змушувати думати, що вони впливали на зовнішні події. В одному експерименті, учасники спостерігали, як гравець у баскетбол виконував серію вільних кидків. Коли їх інструктували уявити, як гравець робить кидки, вони відчували, що зробити вклад у його успіх.
Якщо ілюзія інтроспективи робить внесок у суб'єктивне відчуття свободи волі, наслідком повинна бути більша готовність людей бачити свободу волі у себе, ніж у інших. Це припущення було підтверджено у трьох експериментах Пронін та Куглера:
- коли студентів коледжу питали про особисті рішенні у їх житті та житті їх сусідів по кімнаті, свої власні рішення вони вважали менш передбачуваними;
- персонал у ресторані описував життя своїх колег як більш визначене (з меншими можливостями у майбутньому), ніж свої власне життя;
- зважуючи вплив різних факторів на поведінку, студенти для власної поведінки найбільшу вагу надали бажанням та намірам, а для інших людей — риси характеру.

Слід зазначити, що існує критика поглядів Вегнера на вплив ілюзії інтроспективи на поняття свободи волі

### Критика
Дослідження показують, що люди можуть досить точно оцінювати свій час реакції, тобто знають свої «ментальні процеси», хоча це вимагає значних уваги та когнітивних ресурсів (тобто, вони відволікаються від всього іншого при оцінці). Такі оцінки швидше за все є більш ніж проста ретроспективна інтерпретація і можуть включати привілейовану інформацію. Тренування уважності у деяких випадках також може збільшити інтроспективну здатність.
Результати досліджень Нісбета та Вілсона критикувались деякою кількістю психологів, напр. Еріксоном та Саймоном.

## Виправлення упередження
В одному з досліджень вивчалось значення інформування людей про підсвідомі упередження на їх наступну оцінку впливу на них упереджень. Дослідження показало, що люди, які отримали інформацію, не демонстрували сліпої плями упереджень, на відміну від контрольної групи. Цей результат дає надію, що знання про підсвідомі упередження, такі як ілюзія інтроспективи, може допомогти людям уникати упереджених суджень або принаймні зробить людей свідомими, що вони упереджені. Однак результати інших досліджень з коригування упереджень були змішаними. У пізнішому перегляді ілюзії інтроспективи, Пронін припускала таку причину відмінності результатів: дослідження, які лише попереджають про підсвідомі упередження, ефекту коригуванні не дадуть, а у дослідженнях, де про упередження розповідають детально та наголошують їх підсвідому природу, ефект виправлення упередження буде. Тобто знання, що упередження може діяти під час свідомого стану, є визначальним фактором, який впливає на його виправлення людиною.

## Подальше читання
- Goldman, Alvin I. (1993). The Psychology of Folk Psychology. У Alvin I. Goldman (ред.). Readings in philosophy and cognitive science (вид. 2). MIT Press. с. 347–380. ISBN 978-0-262-57100-5.
- Gopnik, Alison (1993). How We Know Our Own Minds: The Illusion of First-person Knowledge of Intentionality. У Alvin I. Goldman (ред.). Readings in philosophy and cognitive science (вид. 2). MIT Press. с. 315—346. ISBN 978-0-262-57100-5.
- Wilson, Timothy D. (2003). Knowing When to Ask: Introspection and the Adaptive Unconscious. У Anthony Jack, Andreas Roepstorff (ред.). Trusting the subject?: the use of introspective evidence in cognitive science. Imprint Academic. с. 131—140. ISBN 978-0-907845-56-0.
- Pronin, Emily; Gilovich, Thomas; Ross, Lee (2004). Objectivity in the Eye of the Beholder: Divergent Perceptions of Bias in Self Versus Others. Psychological Review. 111 (3): 781—799. doi:10.1037/0033-295X.111.3.781. PMID 15250784.
- Gibbs Jr., Raymond W. (2006). Introspection and cognitive linguistics: Should we trust our own intuitions?. Annual Review of Cognitive Linguistics. John Benjamins Publishing Company. 4 (1): 135—151. doi:10.1075/arcl.4.06gib. ISSN 1572-0268.
- Johansson, Petter; Hall, Lars; Sikström, Sverker (2008). From change blindness to choice blindness (PDF). Psychologia. 51 (2): 142—155. doi:10.2117/psysoc.2008.142. Архів оригіналу (PDF) за 18 травня 2016. Процитовано 25 травня 2016.